# 屯門官立中學

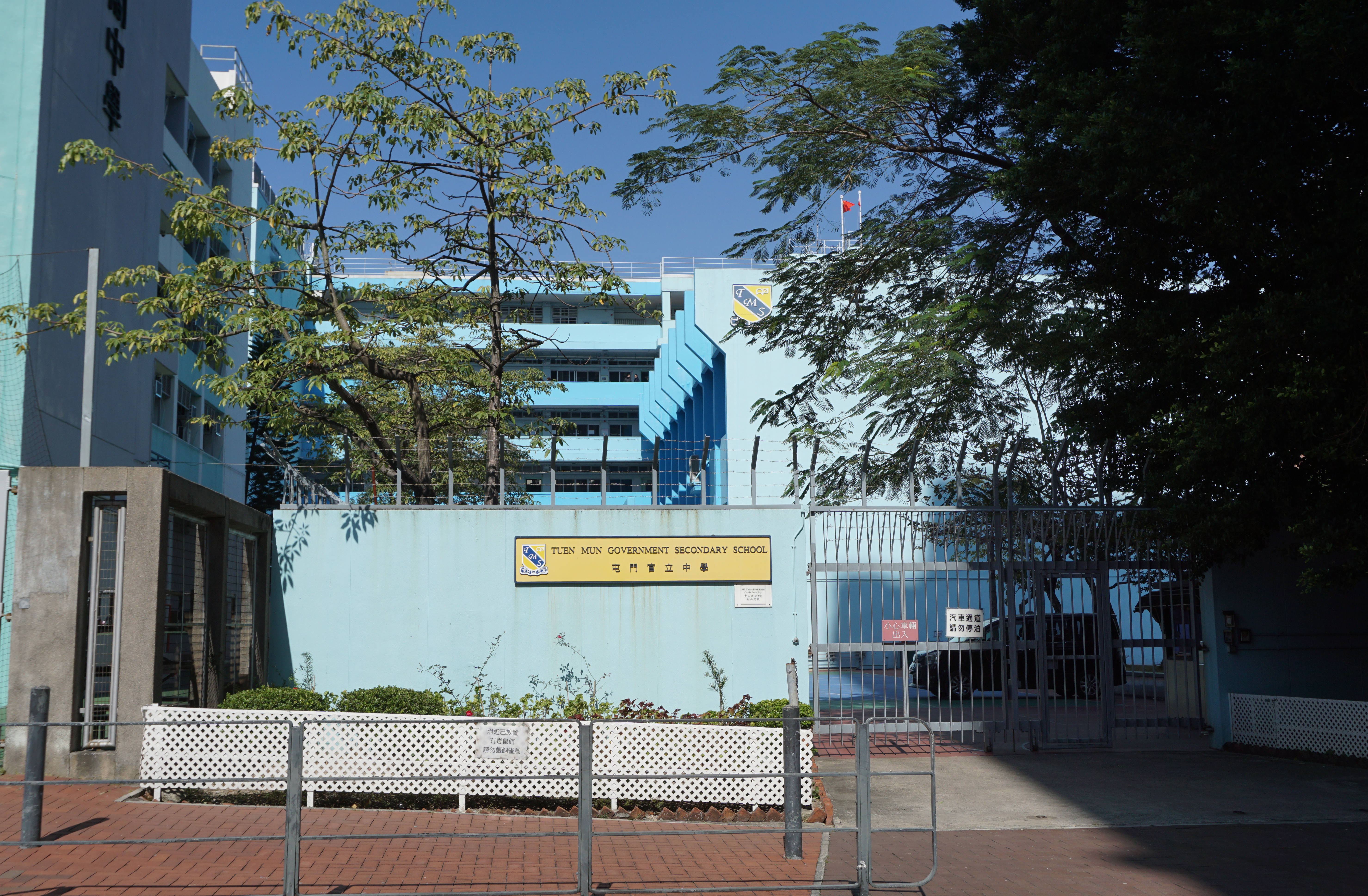
屯門官立中學南面

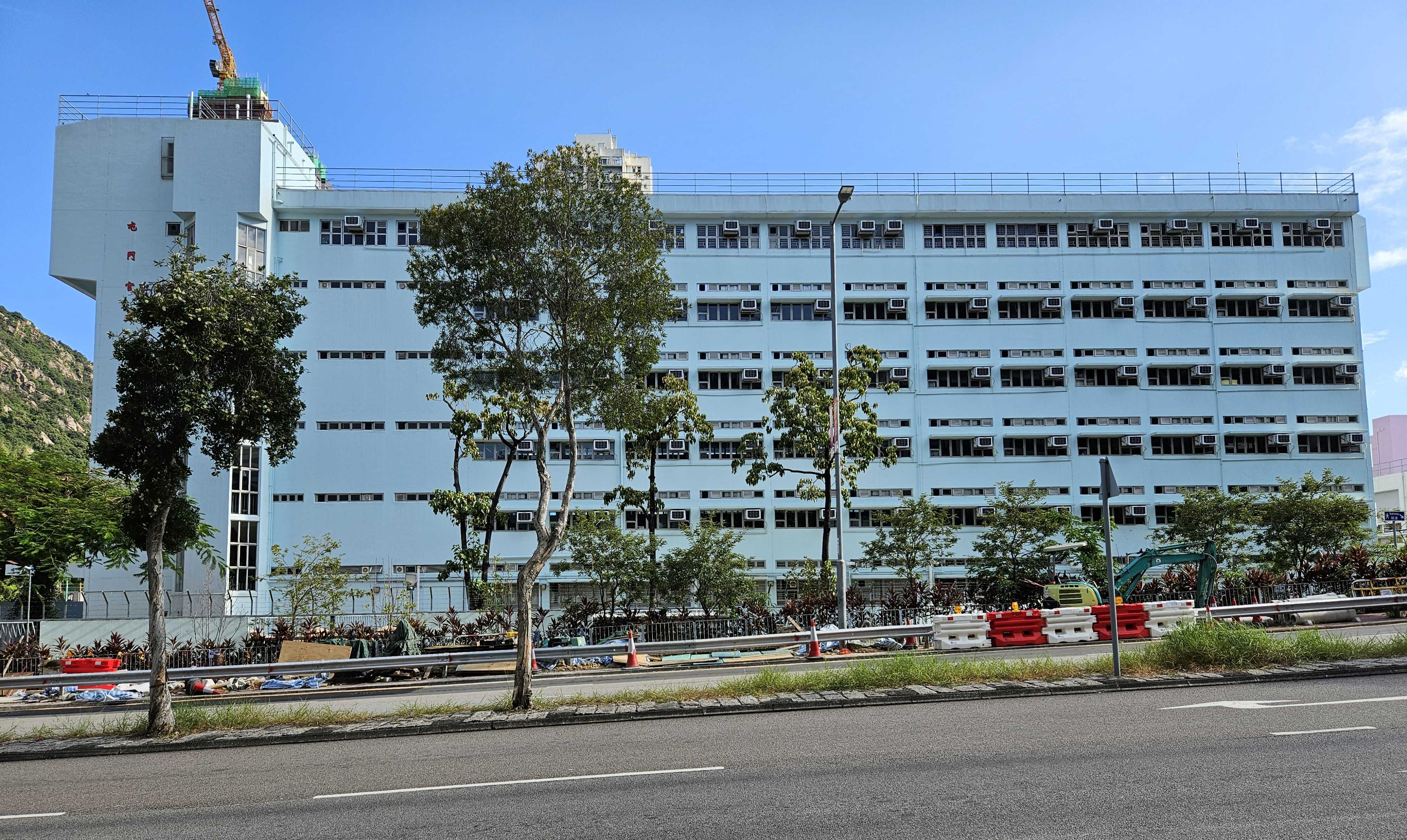
屯門官立中學北面，前方道路為屯興路

屯門官立中學（英語：Tuen Mun Government Secondary School；簡稱屯官、屯門官中及TMGSS），校址位於新界屯門，為香港一所官立英文中學，由港英政府於1982年創辦，為屯門區最早開辦的官立文法學校。另一所文法官中—觀塘官立中學於同期創校。

## 班級編制
屯門官立中學全校現時共有24班。由於參與自願減班計劃，自2011/12年度的中一級開始每級會縮至四班，因此2015/16學年最後一屆一級五班的中六學生畢業後中一至中六各有四班；另，在新舊學制重疊下，屯官在11/12年度的班級數達至創校以來最高峰的32班（中一4班、中二至中六各5班、中七3班）。作為一間英文中學，除中國語文、中國歷史、中國文學、健康管理與社會關懷、普通話及通識科外，其他科目均以英語教授。屬Band 1中學。

## 校舍
校舍為一座連環型校舍，鄰近青山公路－青山灣段、屯興路、廠商會蔡章閣中學和青海圍（置樂花園一帶）。

## 軼聞
屯門官立中學禮堂所懸挂的校訓「尊德問學」是由香港已故著名國學大師饒宗頤教授所題書之墨寶而鏤刻而成。

## 聯繫小學
- 屯門官立小學

## 校政管理

### 歷任校監
- ？至2010年：梁兆強 先生[3]
- 2010年至2015年：李沙侖 先生[4]
- 2015年至今：吳加聲 先生[4]

### 歷任校長
- 1982年至1990年：黃柏棟 先生[5]
- 1990年至1993年：李璇佩 女士
- 1993年至1996年：高永球 先生
- 1996年至2000年：馮應墀 先生[4]
- 2000年至2005年：麥麗瓊 女士[3]
- 2005年至2010年：梁社旗 先生[3]
- 2010年至2016年：江德霞 女士[6]
- 2016年至2020年：李慧冰 女士[7]
- 2020年至2021年：李東青 先生
- 2021年9月至11月：李慧冰 女士
- 2021年11月至2022年8月：何玉儀 女士
- 2022年至2025年：陳欽麒 先生
- 2025年起：崔雅蓮 女士

### 歷任副校長
- ？至2010年：黃廣榮 先生[8]
- 2010年至？：陳永強 先生[8]
- 2008年至2013年：馮翠珍 女士[9]
- 黃結馨 女士[10]
- 2012年至2020年：李東青 先生[11]
- 2018年至2021年：余尹靄敏 女士[12]
- 王偉文 先生
- 2021年至2023年：廖德明 先生

## 著名/傑出校友

### 政法界
- 張文輝：（1985年中五），元朗區議員（2004-2011）
- 張天雁：區域法院暫委法官
- 葉文斌，MH（2003年中五）：屯門區議員（民建聯）（2016-2019、2024-）、太平洋咖啡董事
- 譚煒霖（2003年中五）：高級項目工程師、集思港益議政平台主席、民建聯元朗社區主任、2019年區議會選舉元朗北朗選區建制派參選人、香港工程師學會仲會員、兩屆青年民建聯委員
- 李根銘：2019年區議會選舉元朗八鄉北選區民主派參選人
- 林的徽（2006年中五）：屯門區議員（2024-）

### 教育界
- 梁慕靈：香港都會大學人文社會科學院副院長暨副教授
- 陳嘉恩：香港恒生大學翻譯學院副院長暨副教授
- 鄧　琳：香港嶺南大學教授
- 邱月兒：香港理工大學講師
- 方子豪：香港科技大學數學系副教授
- 蔡思行（2002年中七）：前香港樹仁大學歷史系助理教授[13]、香港大學中文學院助教 [14]
- 陳瑞良（1988年中五）：保良局黃永樹小學校長、佛教黃焯菴小學前校長[15]
- James SHE 許丕文， Adjunct Assistant Professor, Department of Electronic and Computer Engineering， HKUST
- 魯振宇：遵理學校經濟科補習導師
- 黃民航：香港中文大學系統工程與工程管理學系專業顧問

### 醫療界
- 傅錦峯：香港公共醫療醫生協會前會長、香港泌尿外科醫生[16]

### 體育界
- 歐陽梓雋：2017年希慎健康遠足及跑步賽男子五公里冠軍、2018年澳門樂施競跑旅遊塔男子組全塔及半塔冠軍

### 演藝界
- 鄧曉霖：有線電視節目《為食情報局》主持、2014年度香港小姐競選參賽者、2011年度悉尼華裔小姐亞軍

### 商界
- Thomas Kong，Product Manager at OKX
- 麥永康: 中信國際電訊數據中心業務拓展高級經理

## 外部連結
- 屯門官立中學網址
- 屯門官立中學家長教師會網址
- 屯門官立中學校友會
- 屯門官立中學YouTube頻道 （页面存档备份，存于）
- OpenSchool屯門官立中學介紹 （页面存档备份，存于）
- 好學校介紹屯門官立中學 （页面存档备份，存于）